# Tapura neglecta
Espèce
Statut de conservation UICN

 VU D2 : Vulnérable
Tapura neglecta est une espèce de plantes à fleurs du genre Tapura de la famille des Dichapetalaceae.